# Zurabi Iakobishvili
Zurabi Iakobishvili (in georgiano ზურაბ იაკობაშვილი?; Q'vareli, 4 febbraio 1992) è un lottatore georgiano, specializzato nella lotta libera.

## Biografia
Ha rappresentato la Georgia ai Giochi olimpici estivi di Rio de Janeiro 2016, dove è stato eliminato ai quarti di finale dall'italiano Frank Chamizo nel torneo dei 65 kg, terminando al decimo posto in classifica.
Agli europei di Novi Sad 2017 ha vinto la medaglia di bronzo nei 65 kg. Lo stesso anno, si è laureato campione iridato ai mondiali di Parigi 2017 nel torneo dei 65 kg, sconfiggendo in finale il polacco Magomedmurad Gadżijew. 
Nel corso del 2018 ha vinto la medaglia di bronzo nella categoria fino a 70 kg agli europei di Kaspijsk 2018 ed ai mondiali di Budapest 2018.
Ai mondiali di Oslo 2021 è riuscito ad ottenere il bronzo nella categoria fino a 70 kg. 
Agli europei di Budapest 2022 si è laureato campione continentale, superando l'armeno Arman Andreasyan in finale.

## Palmarès
- Mondiali

Parigi 2017: oro nei 65 kg.
Budapest 2018: bronzo nei 70 kg.
Oslo 2021: bronzo nei 70 kg.
- Europei

Novi Sad 2017: bronzo nei 65 kg.
Kaspijsk 2018: bronzo nei 70 kg.
Budapest 2022: oro nei 70 kg.